# Resolutie 1623 Veiligheidsraad Verenigde Naties
Resolutie 1623 van de Veiligheidsraad van de Verenigde Naties werd op 13 september 2005 unaniem aangenomen door de VN-Veiligheidsraad, en verlengde de autorisatie van de NAVO-troepenmacht in Afghanistan met een jaar.

## Achtergrond
In 1979 werd Afghanistan bezet door de Sovjet-Unie, die vervolgens werd bestreden door Afghaanse krijgsheren. Toen de Sovjets zich in 1988 terugtrokken raakten ze echter slaags met elkaar. In het begin van de jaren 1990 kwamen ook de Taliban op. In september 1996 namen die de hoofdstad Kabul in. Tegen het einde van het decennium hadden ze het grootste deel van het land onder controle en riepen ze een streng islamitische staat uit. 
In 2001 verklaarden de Verenigde Staten met bondgenoten hun de oorlog en moesten ze zich terugtrekken, waarna een interim-regering werd opgericht. Die stond onder leiding van Hamid Karzai die in 2004 tot president werd verkozen.

## Inhoud

### Waarnemingen
Het was belangrijk dat de autoriteit van de Afghaanse overheid naar alle delen van het land werd uitgebreid, dat volledig werd ontwapend en gedemobiliseerd, dat illegale gewapende groepen werden ontmanteld, dat justitie, leger en politie werden hervormd en dat werd gestreden tegen de drugshandel.

### Handelingen
De autorisatie van de NAVO-troepenmacht in Afghanistan, de ISAF, werd opnieuw met twaalf maanden verlengd. Die macht moest verder versterkt worden, en de lidstaten werden opgeroepen hieraan bij te dragen.

## Verwante resoluties
- Resolutie 1563 Veiligheidsraad Verenigde Naties (2004)
- Resolutie 1589 Veiligheidsraad Verenigde Naties
- Resolutie 1659 Veiligheidsraad Verenigde Naties (2006)
- Resolutie 1662 Veiligheidsraad Verenigde Naties (2006)

Lijst ·  1581 ·  1582 ·  1583 ·  1584 ·  1585 ·  1586 ·  1587 ·  1588 ·  1589 ·  1590 ·  1591 ·  1592 ·  1593 ·  1594 ·  1595 ·  1596 ·  1597 ·  1598 ·  1599 ·  1600 ·  1601 ·  1602 ·  1603 ·  1604 ·  1605 ·  1606 ·  1607 ·  1608 ·  1609 ·  1610 ·  1611 ·  1612 ·  1613 ·  1614 ·  1615 ·  1616 ·  1617 ·  1618 ·  1619 ·  1620 ·  1621 ·  1622 ·  1623 ·  1624 ·  1625 ·  1626 ·  1627 ·  1628 ·  1629 ·  1630 ·  1631 ·  1632 ·  1633 ·  1634 ·  1635 ·  1636 ·  1637 ·  1638 ·  1639 ·  1640 ·  1641 ·  1642 ·  1643 ·  1644 ·  1645 ·  1646 ·  1647 ·  1648 ·  1649 ·  1650 ·  1651